# San Esteban (Honduras)
San Esteban è un comune dell'Honduras facente parte del dipartimento di Olancho.